# Filip Trifonov
Filip Trifonov (în bulgară: Филип Трифонов; n. 4 mai 1947, Sofia, Republica Populară Bulgaria – d. 6 ianuarie 2021, Sofia, Bulgaria) a fost un actor bulgar.